# Служба государственной безопасности Республики Абхазия
Служба государственной безопасности Республики Абхазия (абх. Аҧсны Аҳәынҭқарра ашәарҭадаратә маҵзура) — республиканский орган государственного управления в сфере обеспечения государственной безопасности при Правительстве Абхазии.
Создана 20 декабря 1992 года. В период с 1999 по 2001 год службу возглавлял будущий вице-президент (2005—2009) Абхазии Рауль Хаджимба. Независимо от этого в Грузии, считающей Абхазию своей территорией, до 2004 года существовало Министерство государственной безопасности Абхазии.
Расположена — Республика Абхазия, г. Сухум, ул. Ак. Марра, 37

## История
Служба учреждена 20 декабря 1992 года.